# Hadji Ghirai I

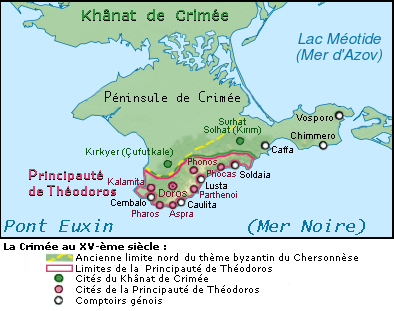
Crimeea la mijlocul secolului al XV-lea

Tarak Tamga - simbolul heraldic de pe pecetea dinastiei Ghirai a tătarilor crimeeni

Hadji Ghirai I (sau Hagi Ghirai I, în tătară crimeeană: I Hacı Geray sau Melek Hacı Geray, în litere arabe: ۱خاجى كراى‎‎, în turcă: I. Hacı Giray, în polonă: Hadży Gerej; 1396? -1466) a fost un han tătar, fondatorul și cel dintâi conducător al Hanatului Crimeii (Kârâm Yurtu) (1426-1456, 1456-1466), întemeietorul dinastiei hanilor Ghirai din Crimeea. Uneori este supranumit Hacı Devlet Giray sau Devlet Hacı Giray, de asemenea Al Sultan Hadji Ghirai ibn Ghias ad-Din.

## Începuturile tătarilor din Crimeea

Hoarda de Aur pe la 1389, cuprindea încă Crimeea și stepele Deșt i Kâpceak din nordul Mării Negre

În 1238 mongolii lui Batu Han au pustiit Crimeea. De atunci Crimeea a intrat în componența imperiului mongol și apoi turcic-tătar, întemeiat de Batu Han și cunoscut ca Ulus Djuce, Hoarda de Aur sau Hanatul Kâpceak cu capitala la Vechiul Sarai,Sarai-Volga și apoi la Noul Sarai, Sarai Berke. La răscrucea secolelor al XIV-lea - al XV-lea Crimeea devenise o provincie (Ulus) sau un fel de viceregat în cadrul lui. având drept capitală Eski Kârâm (Vechea Crimee).
Töke Timur, fiu al lui Djuce, a condus un tumen care a luat parte la cucerirea Crimeii, desăvârșirea operației prin cucerirea Sudakului. Urmașii acestuia, au adoptat în cele din urma credința islamică sunită împreună cu întreaga Hoardă de Aur în prima jumătate a veacului al XIV-lea, în vremea hanului Uzbek. Până la finele secolului al XIV-lea mai multe uniuni de triburi tătare conduse de familiile Șirin, Barân,Argân, Kâpceak etc obișnuiau să se oprească în mod periodic , mai ales, să ierneze în Crimeea.

## Originea lui Hadji Ghirai și precursorii săi apropiați
Originea lui Hadji Ghirai nu este clară.
Din sursele diverse reiese cu anumită certitudine că era un „ak süyek” - „os alb”,adică un descendent al lui Genghis Han , dintr-a 11-a generație, prin nepotul acestuia Toka Temür (Togha Temür), unul din fii mai tineri ai lui Djuce Han.
După una din ipoteze, bazată pe registrul genealogic găsit în mănăstirea Staroșevski pe tatăl său ar fi fost fiu al lui Devlet Berdi, care era fiul lui Djaber Berdi, și nepot al hanului Tohtamâș. În anul 1395 Tohtamâș se refugiase în Lituania și, ulterior, s-a asociat marelui duce al Lituaniei Vitold în cruciada acestuia contra Hoardei de Aur, încercand să revină la conducerea ei, dar în 1399 a fost înfrânt de rivalii săi, sprijiniți de Timur Leng, Timur Kutlug Han și emirul Yedighe (Ideghei,Edigu) în bătălia de pe Worskla.
Se menționează că Devlet Berdi trăia în exil în Lituania bucurându-se de auspiciile marelui cneaz. Și după cronicari poloni, Hadji Ghirai ar fi fost fiul sau nepotul lui Tohtamâș și s-ar fi născut la Trakai, capitala de atunci a Lituaniei.
Într un document provenit de la nepotul său, numit și el Hadji Ghirai, din anul 1529, se amintește că familia lor se trage de la Tohtamâș.Crimeea era numită de tătarii nogai „țara lui Tohtamâș”.
După altă ipoteză,cea mai verosimilă, bazată între altele pe cronicile lui Abulghazi Bahadur Khan (sec. XVII) în cronica „Shadjara-i Turk” („Genealogia Turcilor”), de asemenea „Muiz al Aksab” și Abd al Ghaffar Qirimi ,Hadji Ghirai ar fi fost fiul lui Ghiasaddin Han, care era fiu al lui Taș Timur sau Baș Timur (Baș Temür), o rudă mai îndepărtată a lui Tohtamâș. 
Într-adevăr, pe monedele emise mai târziu de Hadj Ghirai, numele său apare ca  „al-Sulṭān Hadji Kerey ibn Ghias ad Din”. 
Cronicarul Khandemir leagă cele două ipoteze, când susține că Devlet Berdi nu ar fi fost fiu sau nepot al lui Tohtamâș, ci fiul lui Baș Timur și în acest mod, fratele lui Hadji Ghirai.
Baș Timur sau Taș Timur, prinț tătar venit din Hoarda de Aur, a stăpânit o vreme în Crimeea, unde a și bătut monede-dirhami, în anii 1394-1395.

### Conturarea entității separate a hanatului Crimeii
În prima jumătate a secolului al XV-lea câteva triburi tătare - șirin, hongurat și barân, au emigrat spre vest, de a lungul coastei Marii Negre și în Crimeea. Ele au ajutat pe Devlet Berdi și pe Ulugh Muhammad în încercările lor de a controla teritorii din ceea ce a fost Hoarda de Aur unită.
Triburi ca șirin și mansur care au trecut la o viață semi-sedentară în stepele din sudul Ucrainei și sudul Rusiei, stepe cunoscute ca Deșt-i-Kâpceak, și în Crimeea, au tins spre sfârșitul secolului al XIV-lea și începutul secolului al XV-lea să se răzvrătească împotriva hanilor din Sarai.  
Devlet Berdi, de fapt nu frate, ci unchi al lui Hadji Ghirai, urmaș al Genghisizilor, izgonit din Sarai, se stabilise prin 1426 în Crimeea. Permanent pretendent la tronul Hoardei de Aur,în timpul său și după moartea sa Crimeea rămăsese din punct de vedere formal sub dominația Hoardei de Aur, ca să devină în cele din urmă independentă în anii 1430-1440, sub conducerea lui Hadji Ghirai.

### Copilăria și tinerețea lui Hadji Ghirai
Nepot de frate al lui Devlet Berdi, Hadji Ghirai, s-ar fi născut și ar fi urmat o ucenicie militară la Trakai, în Marele Ducat al Lituaniei, unde trăia în exil tatăl sau, Ghiasaddin Han.
După o tradiție locală, fiul lui Taș Timur, Ghiasaddin, a fost predat de tatăl său în ucenicie unui membru al tribului Ghirai, Devlet Gheldi. Copilul lui Ghiaseddin a primit numele de Hadji Ghirai, în cinstea acestui mentor al tatălui său, care la nașterea sa tocmai se întorsese din pelerinaj (Hadj) la Mecca și devenise Hadji Devlet Gheldi Ghirai.
În aceeași perioadă au trăit în exil în Lituania și Bielorusia și hanul detronat Tohtamâș și cei 13 fii ai săi, precum și mârza Tekie, moștenitor al șefului clanului șirin.

## Ascensiunea lui Hadji Ghirai și fondarea hanatului independent al Crimeii - 1449
Pe la 1420, 1428 sau 1434 .
,după diverse surse, Hadji Ghirai a apărut în Crimeea, impunându-se în rândurile tătarilor de la Or Kapâ în cursul luptelor împotriva hanilor Hoardei de Aur și bucurându- se de sprijinul Lituaniei. E posibil ca tânărul Hadj Ghirai să fi participat la lupta pentru putere dintre diversele clanuri rivale din Hoarda de Aur, și chiar cu unchiul său Devlet Berdi. 
Prin 1428, cu sprijinul lui Vitautas, el a reapărut în Crimeea, în fruntea a 16,000 de luptători nogai. La un moment dat s-a văzut silit să fugă înapoi în Marele Cnezat al Lituaniei, la Lida,fiind oaspetele și vasalul marelui cneaz Sigismund Kestutatitis sau Kejstutovici (1432-1440).
Primele documente în care este menționat Hadji Ghirai datează din anul 1433 și se referea la luptele ce le a dus cu genovezii din Kaffa (Kefe).
Prin anul 1440, după cum relatează cronica lui M.Stryikowski aristocrația tătarilor crimeeni în frunte cu șefii triburilor perekop, barân, după alte surse - argân și șirin, în primul rând, Tekine Mirza, rivalul tradițional al descendenților emirului Yedighe (Edigu), s-au adresat marelui cneaz al Lituaniei Cazimir Jagiello (1440-1492), cerându-i să sprijine urcarea lui Hadji Ghirai pe tronul Hanatului Crimeii. Și în adevăr Hadji Ghirai s-a întors în Crimeea, cu întăriri lituaniene sub comanda mareșalului Radziwill.
După unii specialiști, primele monede (sikke sau țechini) de argint- - pe care le-a bătut datează din anii de după 1441.
Surse genoveze de după 1441 menționează aflarea lui Hadji Ghirai în fruntea statului independent (Yurt) al tătarilor din Crimeea, care nu se mai recunoștea vasal al hanului Said Ahmed din Sarai.
Hadji Giray I a fost fondatorul casei dinastice Ghirai și probabil pe la 1449 s-a proclamat „Ulugh Han”. Lui i se atribuie și introducerea stemei statului:„taraq tamğa" sau Tridentul (sau Pieptenul) Ghirailor, care figura pe pecetea sa oficială și care este o derivație a balanței de pe steagul Hoardei de Aur.
Prima sa capitală a fost centrul tradițional crimeean Eski Kârâm (Starâi Krim, Crimeea Veche) sau Solhat.
Pe la 1449 Hadji Ghirai și-a mutat reședința și palatul domnesc în satul Salaçıq (azi Starosilia), la câțiva kilometri nord de Bahcisarai de astăzi, în valea aflată la vestul stâncilor pe care se ridica fortăreața Kârk Yer (Kırk Yer) sau Çufut Qale.
Nu departe la sud de Kârk Yer, pe malul râului Çuruksu, Hadji Ghirai I a întemeiat orașul Bahçisarai - „Castelul din grădini”.
Probabil că mutarea capitalei de la Eski Kârâm la Kârk Yer avea drept scop eliberarea de sub influența excesivă a clanului Șirin ale cărui domenii se aflau în regiunea de est.
Prin 1443 Hanatul Crimeii cuprindea țărmul de nord al Mării Negre și al Mării Azov, așa numitul Deșt i Kâpceak, inclusiv regiunea cursului inferior al Niprului, și cea mai mare parte din Crimeea, cu excepția porturilor,a țărmului de sud și a unei regiuni în sud-vest, aflată încă sub control genovez și bizantin (statul lui Teodor din Mangop) și Peninsula Taman.
Hanatul era condus de han în coordonare cu patru „karaci bei”, beii celor patru clanuri principale ale tătarilor crimeeni, (Șirin, Barân, Argân și Kâpceak) care se aflau în fruntea divanului, potrivit cu tradițiile străvechi ale hanilor mongoli și din Asia Centrală.

## Alianța cu Lituania și Polonia. Luptele cu Hoarda de Aur
Arena politică internațională în care a fost protagonist Hanul Hadji Ghirai era dominată de Regatul Poloniei, unit cu și Marele Cnezat al Lituaniei la vest, Marele Cnezat al Moscovei la nord, Hoarda de Aur la est și Imperiul Otoman în ascensiune, la sud.
Pretendent la succesiunea tronului Hoardei de Aur, inclusiv la titlul de suzeran al cnezatelor rusești, Hadji Ghirai a apărat independența Hanatului Crimeii, pe care conducătorii contemporani ai Hoardei de Aur nu o recunoșteau. Hoarda de Aur fusese, în acea vreme, scindată practic în trei hanate: cel al Crimeii, al Kazanului și al Saraiului sau Marea Hoardă. Ghirai a restrâns și el, în împrejurările ivite, pericolul pe care îl reprezenta Hoarda de Aur pentru regiunile de graniță răsăritene ale Regatului polono-lituanian. De aceea pentru istoriografia polonă din veacurile al XV-lea+ al XVI-lea, Hadji Ghirai I este descris ca străjer al granițelor ucrainiene și un aliat credincios al statului regilor Jagielloni.  În deciziile sale cu privire la război sau pace, hanul își ținea la curent aliații săi polono-lituanieni.
În primăvara 1442, așa cum relatează surse genoveze, Hadji Ghirai a înfrânt forțele  adversarului său, hanul din Saray, Said Ahmed I, și cu ajutorul marelui cneaz Cazimir Jagiello, cu care s-a aliat oficial în anul 1445, până în august 1449 a ajuns să domine toată Crimeea și regiunea limitrofă.  
Hadji Ghirai, la rândul său, a intervenit la luptele pentru putere din Polonia și Lituania. El l-a ajutat pe Cazimir al IV-lea, devenit rege al Poloniei în anul 1447, în luptele împotriva pretendentului la coroană Michail Boleslaw, fiul lui Sigismund (Zygimantas) Kęstutaitis, care se bucura de sprijinul hanului Said Ahmed I. Hadji Ghirai a oferit regelui Cazimir al IV-lea servicii militare în schimbul unei plăți anuale de 10,000 florini.. În schimb, când plățile respective au întârziat să vină, și oamenii săi au inițiat expediții de pradă în voievodatele polone ale Podoliei și Ruteniei.
În anii 1448 și 1449 tătarii din Marea Hoardă au atacat Polonia și Lituania, iar ca reacție, regele Cazimir a atacat în 1450 teritoriile controlate de hanul Said Ahmed. În anul 1452 rebeli lituanieni s-au aliat cu Said Ahmed împotriva regelui.  
Două mari victorii ale lui Hadji Ghirai I asupra hanilor Marii Hoarde, în 1453-55 și 1465 au grăbit dezintegrarea acesteia și au pregătit terenul pentru înfrângerea lor de către fiul său, Mengli Ghirai I, în anul 1502.
Când. prin 1453 și 1455  Said Ahmed Han (1445-1465) a pornit din Sarai, la  expediții de jaf în regatul polonez, mai cu seama în Podolia, la întoarcere, Hadji Ghirai i-a ieșit în cale și l-a biruit lângă Nipru. Said Ahmed s-a refugiat la Kiev la aliații săi dintre nobilii din Lituania, în frunte cu cneazul Simeon Olelkowicz. După un prim refuz, acesta a consimțit să-l predea regelui Cazimir, care l-a închis la Kaunas.
Fiii lui Said Ahmed s-au refugiat în Moldova lui Ștefan cel Mare, care a hotărât să nu-i extrădeze.
După ce și-a întărit puterea, prin "yarlik"ul pe care l-a emis la data de 8 martie 1453 Hadji Ghirai și-a mutat capitala oficială, (orda-i muazzam saray) la Kırk Yer. Ajunse să domine la acea vreme Kırk Yer, Kırım, Solghat, Caffa (Kefe) ,Kerç, Taman, Kabarda și Kıpçak. I s-au alăturat încă doua din triburile tătarilor crimeeni. Forțele tribale ale kırım tumanilor cuprindeau 6-7,000 oșteni, sub comanda beiului tribului șirin, Iminek Bek. În schimb tribul din Dașt i Kıpcak îi era ostil.
Mai târziu, Sahib Ghirai I va muta capitala la Bahcisarai.

## Conflicte cu genovezii, politica mercantilă
În vara anului 1433 aliatul hanului, principele got Alexios de Mangop al Principatului de Teodoro, a pus stăpânire pe portul Cembalo. Drept reacție, Senatul Genovei și Banca San Giorgio au trimis în zonă o flotă de 20 de galere sub conducerea amiralului Carlo Lomellino. Acesta, în fruntea a 6000 luptători, a reușit să recupereze la 4 iunie 1434 Cembalo din mâinile goților. După ce au distrus unicul port al acestora, Kalamita, genovezii au pornit împotriva capitalei tătărești crimeene Solhat. Pe drumul dintre Caffa și Solhat, în iulie 1434 trupele sale au fost surprinse și înfrânte de cei 15,000 oșteni ai lui Hadji Ghirai, iviți din pădure. Ghirai a asediat apoi Caffa, centrul principal al genovezilor, și le-a impus acestora la 13 iulie 1434 un acord prin care îi recunoșteau suzeranitatea și acceptau să-i plătească o mare răscumpărare în schimbul ostaticilor și prizonierilor.
În trecut aliată cu Hoarda de Aur, Caffa se afla în relații încordate cu tătarii crimeeni și plătea hanului tribut anual. În anul 1442 tătarii au jefuit Caffa și s-au luptat cu apărătorii cetății, producându-le pierderi.
Conștient de necesitatea de a aduna o mai mare avere pentru a putea să se marcheze ca principal conducător al lumii tătare de la nord de Marea Neagră, Ghirai a ales să se axeze pe comerț. Soluția era una pacifică, ceea ce ar fi permis stabilizarea relațiilor tensionate cu celelalte puteri dominante ale locului, în special cu genovezii. În acest sens, Ghirai a condus o politică ce avea drept scop principal atragerea unui număr cât mai mae de negustori pe teritoriul său și desfacerea pe piețe străine terțe a bunurilor produse în statul său.
În timp, sub comanda lui Ghirai, hanatul său va ajunge un puternic rival al genovezilor în comerțul de pa Marea Neagră. Politica sa comercială a dus la o restructurare completă e economiei, asigurând resurse financiare suficiente pentru a purta campanii militare împotriva rivalilor săi.

## Noi conflicte cu genovezii. Relațiile cu Imperiul Otoman. Răscoala lui Ayder

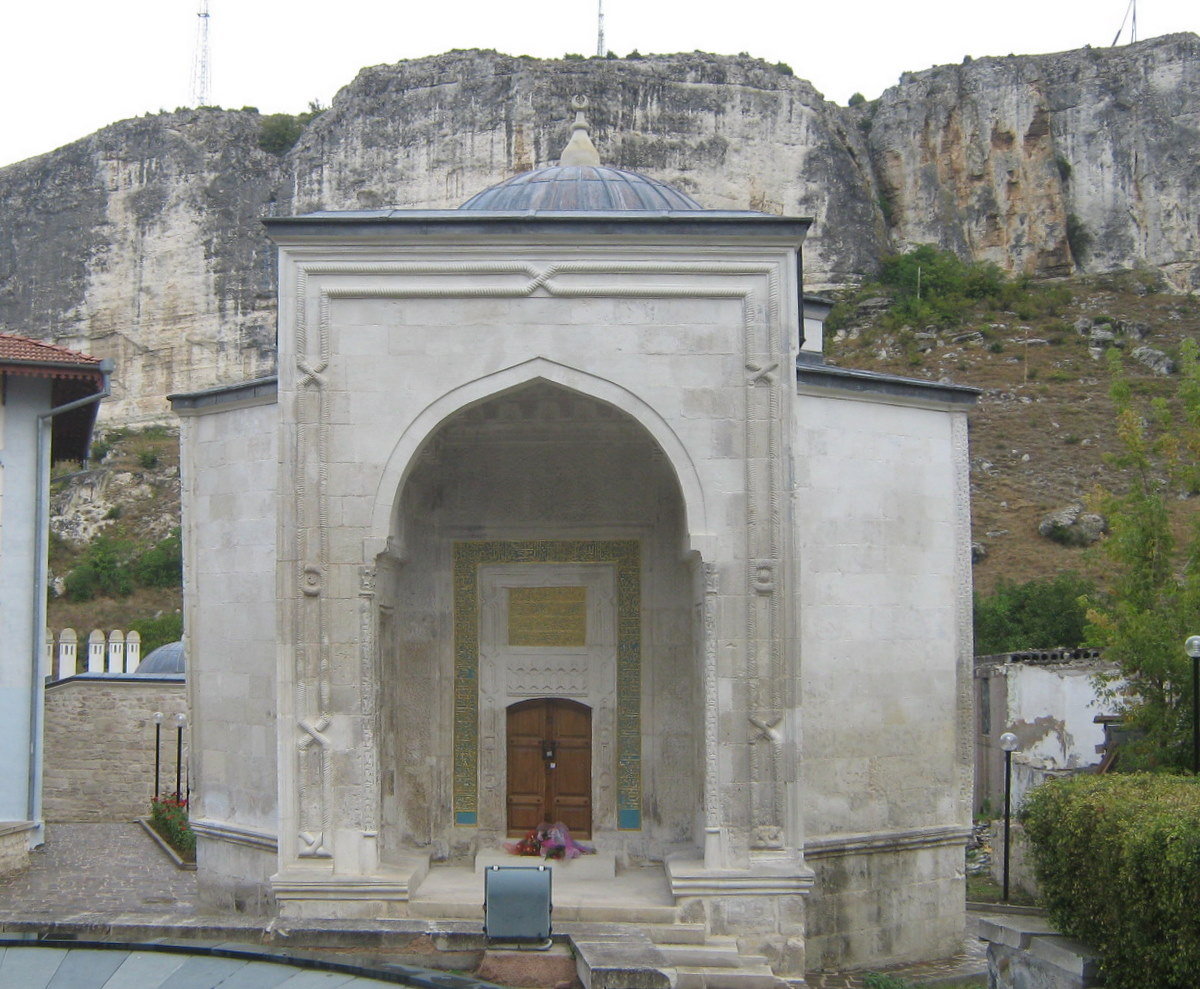
Mausoleul lui Hadji Ghirai la Salaçik, Bahçisarai, c.1501

În anul 1454 Hadji Ghirai I a încheiat o alianță cu turcii otomani, care tocmai cuceriseră Constantinopolul. În iulie 1456 apariția la portul Caffa a unei flote otomane de 56 bireme, precum și a unei oști de 6000 de tătari în frunte cu hanul Hadji Ghirai a convins conducerea locală genoveză să consimtă la un acord cu musulmanii. Acordul încheiat a prevăzut  mărirea substanțiala a tributului pe care genovezii trebuiau sa-l plătească sultanului otoman și hanului tătar al Crimeii.
Totuși, neavând flotă, Hadji Ghirai s-a mulțumit să fie recunoscut ca suzeran al genovezilor din Caffa și să controleze drumurile comerțului către Caffa, ca și către Kerci și Inkerman. Hegemonia sa s-a extins în acea vreme în întreaga Crimee, inclusiv Gözleve,(Eupatoria de astăzi),  colonia Tana (Azak kalesi, sau Azovul de astăzi), dar și stepele Deșt-i- Kâpceak și o parte din cele ale Kubanului.
Hadji Ghirai a fost detronat temporar în 1456 de o rebeliune a unuia din fii săi,Ayder (Heidar), sprijinită de genovezi, dar a fost readus la domnie după scurt timp
După întoarcerea lui Hadji Ghirai din exilul din anul 1456, relațiile lui cu genovezii s-au îmbunătățit.
Ulterior, în timpul urmașilor săi. Hanatul Crimeii a rămas aliat cu Moscova împotriva coaliției dintre Regatul polono-lituan și Hoarda de Aur.
În acea perioadă tătarii au zidit pe cursul inferior al Niprului fortărețele Kâzâkermen și Djankermen.
Papii Pius al II-lea și Paul al II-lea au trimis în 1464-1465 hanului ca nunțiu, pe Ludovico da Bologna, pentru a încerca, în van, de a-l convinge să ajute o eventuală cruciadă împotriva sultanului otoman Mehmed al II-lea.
.

## Conflicte și alianțe cu rușii
In 1461 Hadji Ghirai a făgăduit să susțină pretențiile regelui Cazimir al IV-lea asupra
Novgorodului Mare, ceea ce l+a adus in conflict cu marele cneaz al Moscovei Vasile cel Orb.
În schimb, în timpul domniei lui Ivan al III-lea Vasilievici, în vara anului 1465, victoria lui Hadji Ghirai asupra lui Said Ahmed han, a ajutat (se pare, fără existența unei înțelegeri prealabile)  efortul militar rus de a apăra Moscova în fața amenințării acestuia din urmă.
După cum relatează cronica rusă „Voskresenska”, Hadji Ghirai a sărit în apărarea rușilor, atunci când hanul Kuçuk Mahmud din Sarai a atacat regiunile locuite de aceștia pe Don. Lângă Don l-a biruit pe fiul lui Kuçuk Mahmud, Ahmat Han 
.
Hadji Ghirai I a murit în anul 1466 și a fost înmormântat într-un mausoleu (Dürbe) desăvârsit în anul 1501,la Salaçıq.
După cronicarul turc Ankaralı Hakim Yahya, ar fi fost otrăvit, poate drept răzbunare după ce a sprijinit lupta regelui polon Kazimir Jagiello împotriva oștilor lui Ahmed Han, noul conducător al Hoardei de Aur. El își atrăsese și invidia șefilor de clan locali. După moartea lui Hadji Ghirai, Crimeea a fost scurt timp ocupată de oștiri ale Hoardei de Aur și a fost scena unor conflicte pentru putere între fiii săi, mai ales Nurdevlet și Mengli.

Cronica contemporană a lui Długosz îl apreciază pe Hadji Ghirai I ca pe o persoană cu valori personale și un perfect administrator (humanus civilisque et bene agendi cupidus).  Hadji Ghirai I a rămas foarte popular în amintirea poporului său, care l-a supranumit „Îngerul” - „Melek”. 
Tolerant față de alte credințe, s-a rugat în fața icoanei Sfintei Maria la mânăstirea Adormirii Maicii Domnului (Mânăstirea-peșteră Uspenski) de la Kirk Yer, lângă Bahcisarai și a făcut chiar o donație pentru capela mânăstirii.
La curtea hanului erau găzduiți nu odată nobili poloni, iar negustorii polonezi aflați în drum spre Caffa, se bucurau și ei de protecție.

## Urmașii săi
Dupa cronica lui Djenabi, Hadji Ghirai avea 12 fii. În schimb, după Abulghazi a avut 8: 
- Develtyar
- Nurdevlet Han
- Aidar (Haidar) Han
- Kutlik Seman
- Kildiș
- Mengli Ghirai Han
- Yamgurçi
- Ustimur

Dupa cronicile ruse avea 5 fii:
- Nurdevlet
- Aidar
- Mengli Ghirai
- Ustimur, prinț
- Hadji, prinț

După moartea sa, i-a urmat la tron Nurdevlet Han.